# Геодезическая сеть
Геодезическая сеть — совокупность специально обозначенных (закреплённых) точек земной поверхности (геодезических пунктов), положение которых определено в общей для них системе координат. Применяется в целях установления, распространения и связи предусмотренных геодезических систем координат и высот. Геодезические сети создают по принципу перехода от сетей более высокоточных и масштабных к сетям с меньшими расстояниями и менее точными измерениями.

## История

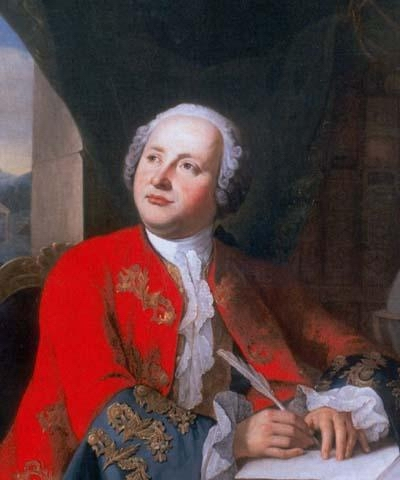
М.В. Ломоносов

Первые попытки построения геодезических сетей в России относятся к первой половине XVIII столетия. Проводимые Петром I реформы, ускоренное экономическое развитие страны, а также новые военные задачи потребовали новые, более совершенные карты.
В 1721 году издаётся первая в России Инструкция по топографо-геодезическим работам. Она установила порядок картографических работ, которые надлежало выполнять при съёмке местности.
В 1737 году Академик И. Делиль разработал проект градусного измерения и добился его утверждения Сенатом. В проекте он указал, что градусное измерение вдоль Петербургского меридиана даст дугу меридиана в 20°, а ряд триангуляции может быть использован для обоснования съёмок в картографии и создаст общую систему координат для Европейской части страны.
В 1739 году был дважды измерен деревянными шестами базис по льду Финского залива (по линии Петергоф-Сестрорецк протяжённостью 22,6 км, относительная ошибка составила 1:10 850) и произведена рекогносцировка нескольких пунктов. На этом работа была прервана, так как Делиль был отправлен в астрономическую экспедицию.
В 1741 году И. Делиль предлагает учредить корпус геодезистов, но не получает одобрение. В то время было принято составлять карты по уездам, которые назывались ландкартами.  В каждом уезде или блоке смежных устанавливался свой исходный геодезический пункт, от которого велась система координат в создаваемой сети. Радиальные съёмки велись с помощью буссоли, расстояния определялись по маршруту 10-саженной мерной цепью. Широту исходного пункта определяли из астрономических наблюдений. Внутри геодезического полигона, построенного по периметру границы уезда, прокладывались буссольные ходы. Земные предметы по сторонам хода фиксировались засечками.
Все работы по составлению ландкарт находились в ведении Сената, который передавал готовые материалы в Географический департамент РАН, где они использовались при составлении географических и первой генеральной карт России. Дворцовые перевороты и непростое положение, создавшееся после русско-турецкой войны 1735—1759 годов, не способствовали развитию геодезических работ, требовавших значительные затраты.
С 1757 года работой Географического департамента РАН руководил великий русский учёный М. В. Ломоносов. В целях повышения точности работ тогда было принято решение определять в важнейших пунктах страны не только астрономические широты, но и долготы. Такой подход позволил более эффективно компилировать (сшивать) разрозненные системы координат и, как следствие, ландкарты. Фактически М. В. Ломоносов становится автором идеи генерализации карт и их систематического обновления. К концу XVIII века на территории России было определено 67 астропунктов, точность определений характеризовалась ошибками в 5 угловых секунд и 8 часовых секунд..

Дуга Струве

На рубеже XVIII и XIX столетий, после окончания Отечественной войны 1812 года вновь остро встаёт вопрос о повышении точности карт, главным геодезическим обоснованием которых были астропункты, причём размещавшиеся довольно редко. Метод триангуляции был известен, но ещё не находил широкое применение.
В период 1806—1815 годов академик Вишневский определил широты и долготы на 225 пунктах с помощью перевозимых хронометров, точность определений характеризовалась ошибками в 2" и 5". После окончания войны было принято решение создавать опорные геодезические сети для целей картографирования методом триангуляции.
В то же время военное ведомство спустя 50 лет восстанавливает систематические геодезические работы в России, первой из которых была тригонометрическая съёмка Петербурга и южного побережья Финского залива в 1809—1844 годах. Чуть позже, в 1816 году, по приказу квартирмейстерской части к развитию триангуляции в Виленской губернии приступил генерал К. И. Теннер для обоснования съёмки масштаба 1: 21 000. В данных работах впервые был реализован основной принцип построения опорных геодезических сетей — принцип последовательного перехода от общего к частному. Начиная с триангуляции в Виленской губернии, было установлено подразделение триангуляции на три класса. Триангуляция I класса строилась, как правило, в виде рядов треугольников со сторонами в среднем около 25 км, замыкающимися в полигоны. Триангуляция II класса строилась большей частью в виде сети треугольников со сторонами в среднем около 5—10 км между рядами III класса, а в районах Средней Азии, Сибири и Дальнего Востока она строилась в виде рядов. Пункты III класса определялись засечками с пунктов высшего класса. Кроме того, К. И. Теннер предложил закреплять пункты на местности, а также усовершенствовал методику угловых измерений.
В том же 1816 году В. Я. Струве по поручению Лифляндского экономического общества начал астрономо-геодезические работы для составления подробной карты Лифляндии. Несколько позднее были начаты триангуляционные работы под руководством генерала Ф. Ф. Шуберта, рассчитавшим параметры 3-осного земного эллипсоида и составившего каталоги 810 астрономических пунктов.
В 1830 году триангуляция из рядов I класса К. И. Теннера (между Якобштадтом и Измаилом) и градусные измерения В. Я. Струве (в Прибалтийском крае и в Финляндии) соединились и затем были продолжены на юг и север[0]. Начала образовываться огромная дуга градусного измерения от Фунгленеса до Старо-Некрасовки протяжённостью в 25°20" (вдоль 27-го меридиана), заслужившая широкое признание в геодезической науке и принимавшаяся многими учёными при выводе размеров земного эллипсоида, в том числе и эллипсоида Красовского. Прочие ряды триангуляции и градусные измерения по 52 и 47 параллелям, создаваемые аналогично, оказались невысокого качества. В 1852 году эти работы были завершены.
В астрономических наблюдениях Струве и триангуляции Теннера угловые и базисные измерения были выполнены с исключительно высокой для того времени точностью: средняя квадратическая ошибка угла, вычисленная по невязкам треугольников, составляла 0,6—1,5", ошибка в длине диагонали ряда триангуляции протяжённостью почти 3000 км была около 12 м. На дуге было определено 13 астрономических пунктов, 10 базисов длиной от 5 до 11 км и 258 треугольников. Ф. В. Бессель использовал русские измерения в числе десяти для вывода параметров эллипсоида, который впоследствии применялся на территории России и СССР до 1942 года.
В 1822 году для производства топографо-геодезических работ был учреждён Корпус военных топографов (КВТ). Директором корпуса топографов был назначен генерал — майор Ф. Ф. Шуберт. КВТ до 1917 года был практически единственной крупной организацией, занимавшейся развитием триангуляций и производством топографических съёмок. В дореволюционное время КВТ выполнил большую работу по развитию триангуляционных сетей для составления карт масштабов 1:16 800 — 1:24 000 и 1:42 000. Наибольший объём этих работ был выполнен на западном пограничном пространстве, где производились систематические съёмки. Значительные геодезические работы были выполнены в Финляндии, на Кавказе, в Крыму, в центральных губерниях Европейской России, в Средней Азии, Восточном Казахстане; менее интенсивно велись работы на Северо-Западе, в Поморье, на Урале, в Западной и Восточной Сибири и на Дальнем Востоке. Во многих районах вместо триангуляции прокладывались нивелир-теодолитные ходы, не требовавшие постройку высоких сигналов.
В 1825 году начаты 15-летние систематические наблюдения за средним уровнем Балтийского моря. Установлена «марка Рейнеке» и Кронштадтский нормальный нуль, от которого в 1873 году начато создание государственной нивелирной сети методом геометрического нивелирования. Первая линия со средней квадратической погрешностью в 6мм/1 км пролегла по Николаевской железной дороге.
В 1838 году «для производства межевания и оценки казённых земель и угодий» при Министерстве Государственных Имуществ образован Корпус Гражданских Топографов.
1839 год становится знаковым годом: образована Пулковская обсерватория (мировой лидер и научный геодезический центр страны того времени) под руководством В. Я. Струве. В 1845 году основано Русское Географическое Общество стремившееся восполнить пробелы в работе КВТ. В то же время на южном фронте в зоне действий русских войск против турецких на Дунае в румынских княжествах Молдавии и Валахии при обосновании топографических съёмок с помощью астрономо-геодезических работ в 1831—1835 годах впервые себя проявил И. И. Ходзько, который в 1840 году по ходатайству генерала Головина Е. А. был назначен на Кавказ.
В 1842 году И. И. Ходзько приступает к решению неосуществимой на тот момент задачи: картографированию Закавказского края. Проблемы заключались как в физических препятствиях: сильной залесённости Северного Кавказа, на покрытых вечным снегом вершинах главного хребта Закавказья или же на таких высотах, которые свободны от снега в течение лишь одного или двух месяцев, при июльских температурах +3° днём и —13° ночью — так и в политическом положении: приходилось считаться с обычаями местного населения. В 1844 году с возобновлением военных действий работы были приостановлены, а И. И. Ходзько был командирован в Пулковскую обсерваторию для ознакомления с новейшими усовершенствованиями по части геодезии.
С назначением С. М. Воронцова на Кавказе устанавливается относительный мир, при нём же в 1846 году был составлен «Высочайше одобренный» проект триангуляции. По нему триангуляция должна была завершится в течение шести лет, начиная с 1847 года, однако работы продолжались 18 лет. В 1847 году начались триангуляционные работы с измерения базиса на правом берегу р. Куры, в Елизаветпольской губернии (ныне г. Гянджа), длина базиса составила 8,5 вёрст. Была произведена редукция базиса на условную горизонтальную плоскость. В 1853—1856 годах из-за Крымской войны работы по Закавказской триангуляции приостанавливаются. В 1860 году возобновляются, но уже охватывают территорию всего Кавказа. Всего в горах Кавказа к 1865 году определено более 200 пунктов I класса, а также 1200 пунктов II-го и III-го классов, охвачено 17 губерний и полуостров Крым общей площадью 905 тыс. км². Пространство Кавказского края было покрыто триангуляцией, которая по точности отвечала нуждам отраслей и требованиям мировой науки того времени.
В 1860 году выполнены измерения по 52-й параллели Орск-Оренбург-Саратов и были продолжены в 1862—1888 годах на запад по всей Европе до Ирландии, протяжённость дуги составила 70 градусов. В том же году для определения долгот пунктов (Пулковская обсерватория) впервые в России был применён телеграф, а в 1871 году за исходный меридиан принят Гринвичский меридиан.
В апреле-июне 1865 года отрядом Русской армии под руководством генерал-майора Черняева был взят Ташкент. В 1868 году штурмом взята Бухара, эмир переходит под протекторат России. В следующем 1869 году, был основан Военно-топографический отдел (ВТО). Его руководителем назначен капитан С. И. Жилинский, который настоял на создании Ташкентской обсерватории, как опорной для астрономо-геодезической сети (АГС). В марте 1870 года губернатор Туркестана генерал К. П. Кауфман издаёт приказ о составлении проекта астрономической обсерватории, в том же году С. И. Жилинский начинает построение ряда триангуляций длиной 1700 вёрст — от Казалинска через Ташкент до города Ош. В 1871 году К. В. Шарнгорстом выполнено первое определение широты Ташкента на горе Мин-Урюк (вблизи железнодорожного вокзала).
В мае 1873 года основана Ташкентская обсерватория и 11 сентября этого же года капитан А. Р. Бонсдорф выполнил определение времени и широты у дома астронома. 19 ноября 1878 года было «высочайше утверждено» временное положение об астрономической обсерватории и определён её штат. Капитан П. К. Залеский 22 января 1879 года стал помощником по астрономической части, а капитан И. И. Померанцев в 1880 году стал заведующим Ташкентской астрономической и геофизической обсерваторией.
В 1877—1888 годах строится железная дорога по маршруту: Красноводск (ныне Туркменбаши) — Чарджоу (ныне Туркменобад) — Самарканд — Ташкент, сопровождаемая большими объёмами астрономических и триангуляционных работ. Работы выполняли Д. Д. Гедеонов и полковник П. И. Гладышев. Расхождения на пункте «Ташкент» составили −0,4; +1,7; −0,4 секунды.
В 1881 году в связи с завоеванием русскими Ахал-Текинского оазиса начались переговоры о разграничении Российской Империи с Персией. На протяжении 1981 года делимитационной комиссией, в состав которой с российской стороны входили Н. Д. Кузьмин-Караваев и Н. И. Янжул, был подписан договор об установлении русско-иранской границы к востоку от Каспийского моря от 9 декабря 1881 года. В феврале 1881 года начальником штаба «войск, действующих в Закаспийском крае» генерал-майором Генерального штаба Николаем Ивановичем Гродековым «для определения будущей границы с Персией чины Корпуса военных топографов отряда (экспедиционных войск — О.Г.) командированы были произвести съёмки пограничного пространства». Весной 1883 года была сформирована демаркационная комиссия. 18 (30) марта 1885 года произошёл Бой на Кушке. Для урегулирования международного инцидента была создана Афганская разграничительная комиссия и в общих чертах определившая границу от Ирано-Афганской границы (Зульфагар или Зульфагарская Башня на р. Гереруд) до кишлака Кала-Пяндж на р. Пяндж у слияния Вахан-Дарьи и Сырыкалом (р. Памир).
Большая работа была выполнена в 1885—1886 годах после подписания соглашения 29 августа (10 сентября) 1885 года при соединении Российской триангуляции с Английскими и Персидскими геодезическими сетями. Были определены астропункты в северо-западном Афганистане и в Бухарском эмирате. К 1885 году было определено 850 астропунктов, которые и составили первую опорную сеть.
В 1893 году по инициативе Д. Д. Гедеонова составлен каталог, содержащий 353 астропункта и 1137 тригапункта определённых до 1893 года в Туркестане и сопредельных к нему районах.
В 1894 году начаты работы по определению высоты Ташкента относительно уровня Каспийского моря (уровенного поста Красноводска). Два офицера шли навстречу друг другу от Самарканда и Ашхабада. Было пройдено 900 километров, заложено 43 марки, работу закончили в том же году.
В 1877 году С. Д. Рыльке и И. И. Померанцев начали работы по определению долгот основных астрономических пунктов европейской части страны с помощью телеграфа, а в 1895 году Гедеонов вместе с Залесским, звеном Баку — Ашхабад, замкнул большой полигон телеграфных определений координат: Баку — Ашхабад — Ташкент — Оренбург — Саратов — Астрахань — Баку с невязкой равной — 0,008 часовой секунды, с ошибкой 0,035. Выполненные работы позволили скомпилировать разрозненные съёмки в единую Ташкентскую систему координат и, впоследствии, соединить её с общероссийской.
В 1893 году начаты работы по проложению двойного нивелирного хода на линии Омск-Семипалатинск-Верный-озеро Зайсан протяжённостью 2305 вёрст. Работы закончены в 1895 году.
В 1891—1894 годах был предпринят ряд Памирских экспедиций отрядом М. Е. Ионова, в состав которых входил классный топограф КВТ Н. А. Бендерский, занимавшийся научными исследованиями и картографированием в верховьях реки Оксу (Мургаб). В ходе экспедиций была проведена первичная делимитация государственной границы России, Афганистана и Китая.
Н. М. Пржевальский так описывал этот вид работ, проводимый им в Уссурийском крае в 1867—1869 годах, а в 1979—1986 годах в Тибете и Забайкалье:
Съёмочную работу я производил буссолью Шмалькальдера, в помощь которой имелся карманный компас. Засечки делались, держа буссоль на уровне глаз; засекались - направления пути и важные боковые предметы; второстепенные засечки нередко производились компасом, не слезая с коня. Расстояния в пути измерялись часами по ходу верблюдов; в гористой местности на глаз. Все данные записывались в карманную книжечку и по приходе на бивуак переносились на чистый планшет. Астрономические определения широты важнейших пунктов, по полуденной высоте Солнца и по высоте Полярной звезды, производились мною при всех моих путешествиях (с точностью отсчёта до 20 секунд) универсальным инструментом; время при этом определялось по зенитным расстояниям Солнца.
В 1897 году предпринята попытка перевычисления всей триангуляции под руководством К. В. Шарнгорста в целях приведения её в общую систему координат. За основу принят ряд Струве, вычисления произведены на эллипсоиде Бесселя, исходный пункт — Юрьев (Дерпт — ныне Тарту). В 1901 году установлена нивелирная связь уровня Тихого океана и Кронштадтского нормального нуля (-0,70 м).
В период с 1905 по 1906 год ведётся строительство железной дороги по линии Оренбург-Кандагач-Казалинск вдоль старого почтового тракта, окончательно соединившей Ташкентскую систему с общероссийской. Для масштабирования триангуляционной сети Д. Д. Гедеонов измеряет в 1903 году термезский базис длиной 8 665,389 м с ошибкой 1:548 000, в 1904 году — самаркандский базис длиной 9 550,630 м с ошибкой 1:468 000, а в 1907 году — Казалинский базис длиной 7420 м с ошибкой 1:490 000.
С 1854 года фотография применяется при топографо-геодезических работах. В последнее десятилетие XIX века в России стали выполняться перспективные фотограмметрические съёмки с аэростатов. Впервые съёмку устья Невы, отдельных районов Петербурга и Кронштадта в 1886 году выполнили А. М. Коваленко и А. Н. Зверинцев. Результаты работы с точки зрения гражданского применения оказались невысокого достоинства.
В последней трети XIX века высокого искусства достигли глазомерные и полуинструментальные съёмки, при трассировании железнодорожных магистралей и установлении государственной границы. Несмотря на предложения К. И. Теннера и опыт В. Я. Струве, геодезические сети при данных работах закреплялись на местности плохо либо не создавались совсем и вскоре утрачивались. Ненормальность, ограниченность и специфика в постановке задач КВТ конца XIX века была признана только в начале XX века, когда основная масса пунктов прежних триангуляционных построений оказалась утраченной..
В 1907 г. комиссия, под руководством И. И. Померанцева впервые разработала программу построения триангуляции I класса на Европейской части Российской Империи. Программа, разработанная под руководством И. И. Померанцева, заключалась в создании полигонов рядами триангуляции I класса параллельно меридианам и параллелям со сторонами 300—500 км, периметр полигонов 1200—1500 км; определение в вершинах полигонов — астрономических широт, долгот и азимутов; использование в качестве поверхности относимости эллипсоида Бесселя (за исходный пункт принимается центр круглого зала Пулковской обсерватории). В 1909 в Сибири под руководством генерал-майор Н. Д. Павлова проложен первый ряд триангуляции I класса по линии Омск — Павлодар — Семипалатинск — Усть-Каменогорск, северный пункт ряда, послужил основанием для городской триангуляции Омска, южный — находился у границы с Китаем (близь оз. Зайсан). В том же году к южной азиатской границе Российской Империи начинает подступать Великое тригонометрическое исследование проводимое англичанами в Индии. Начинаются работы на Памире для соединения Среднеазиатской триангуляции с триангуляцией Индии, демаркации границ и во исполнении международных соглашений. Русской экспедицией руководил подполковник КВТ М. Чайкин. Работы начались в г Ош. На высоте ок. 5000 м были построены геодезические знаки (деревянные пирамиды) с центрами долговременного закрепления и проведены высокоточные угломерные наблюдения. Работы проводились в 1910—1912 г. триангуляция состояла из 85 треугольников со сторонами 7 — 12 км. С максимальной стороной в 39 км. Углы измерялись 6 приёмами 10" теодолитом, средняя ошибка достигла 2,89". В работах также приняли участие три казака и около десятка местных жителей. Так же на Памире был определён базис под руководством генерал-майора Репьева, длина базиса составила 8,4 км относительная ошибка 1:4 200 000. Базис располагался на высоте 4000 м. 9 июля 1912 на горе Беик вблизи общего пункта произошла встреча с англичанами[1]. К реализации программы Померанцева приступили в 1910 г. Осуществлению этой программы в полном объёме помешала первая мировая война. С 1910 по 1917 г. велись разрозненные работы по созданию трёх полигонов триангуляции I класса: построены были только два полигона, третий остался незавершённым. В том же 1910 О. Г. Дитц и Н. Н. Матусевич впервые в России провели определение разности долгот по радиосвязи между Мариенхамном (Аладнские острова) и маяк Богшер (Балтийское море) средняя квадратическая погрешность на расстоянии около 70 км составила 0,03". В 1915 г завершились гидрографическая экспедиция Северного Ледовитого океана под руководством Бориса Вилькицкого и гидрографические работы в Белом, Карском морях и на Мурманском побережье при участии и руководстве Николая Матусевича. В 1914—1915 годах осуществлено первое сквозное плавание по Северному морскому пути из Владивостока в Архангельск. Экспедиция прибыла в Архангельск 16 сентября 1915 года. Развитие геодезических сетей в России было подчинено в большей степени интересам военного ведомства и отсутствовали почти во всех городах и промышленных районах. За 100 лет своего существования КВТ определил 2650 пунктов триангуляции I класса и 68 763 пунктов II и III класса. Большая часть геодезических сетей, построенных КВТ, оказалась за пределами границ советского государства, установленных по окончании гражданской войны 1918—1920 гг. в том числе сети Министерства финансов — в Польше (район горно-фабричных имений). Так на территории России осталось 3650 пунктов триангуляции I класса, 6373 пункта триангуляции II и III классов. В основном созданные другими ведомствами, независимо от КВТ, проводившими геодезические работы для обоснования своих местных топографических съёмок выполняемых в отдельных районах страны в сравнительно небольших объёмах: Переселенческое управление — в Западной и Восточной Сибири; Горное ведомство — в Донбассе; Гидрографическое управление — на морских побережьях. При этом к 1917 г. топографо-геодезическая изученность территории страны (Российской Империи) составляла всего лишь около 13 %. Триангуляции строились в основном в границах одной губернии, как правило прилегающей к государственной границе и от своего собственного начала, вычислялись нередко на разных эллипсоидах (Вальбека, Кларка, Бесселя и др.)..
В 1919 г. В. И. Ленин подписывает декрет «Об учреждении Высшего геодезического управления» в первую очередь для выполнения работ на территории РСФСР т.к на тот момент геодезические сети отсутствовали почти во всех городах и промышленных районах, кроме Донбасса. Так же отсутствовали и подготовленные инженерные кадры, силы КВТ во время гражданской войны использовались на полуинструментальных съёмках западных подступов к Москве, а затем на восточном и других фронтах. После окончания гражданской войны основные силы КВТ традиционно были задействованы на съёмке и геодезических работах западного приграничья. 1920-е годы характерны становлением страны в целом и геодезической отрасли в частности, стартовали регулярные Карские гидрографические экспедиции по освоению северного морского пути (СМП). Профессор А. А. Михайлов начал первые в СССР гравиметрические съёмки. В 1921 году — при управлении Воздушного Флота была организована аэронавигационная служба. Её техническое оснащение оставляло желать лучшего — приборов было мало, летать немногочисленные аэронавигаторы предпочитали по хорошо известным ориентирам. В 1922 году КВТ стал именоваться ВТС (военно-топографической службой). В 1923 приняты обязательные метрические масштабы, ВГУ приступает к работам по созданию рядов триангуляции I класса во многих промышленных районах и в Заволжье, продолжаются Северо-восточные экспедиции на СМП. В 1924 начаты съёмки городов в масштабах 1:500 — 1:5000 и фотограмметрические съёмки 1:50 000 — 1:25 000. За рубежом Закупаются самолёты, фотоматериалы, аэрофотоаппараты. Способ повторений в триангуляции I класса заменяется способом круговых приёмов в том виде, как он был применён Струве в Лифляндском градусном измерении. Однако в процессе работ сильно сказывается влияние и практика дореволюционного КВТ: ряды триангуляции строятся по схеме, близкой к схеме 1910 г.; строятся без учёта последующих связей; строятся с применением малоточных инструментов и были как правило невысокого качества. Для решения этих задачи в 1925 в Москве создают заводы точной механики по производству геодезических приборов «Геодезия» и «Геофизика». В том же году в СССР выполнено первое долготное определении по радио на пункте «Саратов» Яшновым П. И. и окончательно определена долгота основного центра — Пулковской обсерватории, Спирин И. Т. совершил первый полёт вне видимости земных ориентиров — по приборам и штурманским расчётам по маршруту Москва — Коломна, совершён перелёт из Москвы в Пекин. В 1926 г образован Государственный Картографический Институт. В том же году на первом геодезическом совещании было принято решение о введении эллипсоида Бесселя и обращении триангуляции I класса в астрономо-геодезическую сеть. Аэронавигационную службу возглавил Стерлигов Б. В. он переоснастил аэронавигаторов и организовал курсы для их подготовки именно по его инициативе аэронавигаторов (на тот момент именовавшихся лётными наблюдателями) стали называть штурманами по аналогии с морскими навигаторами. В 1927 г. Северо-восточные гидрографические экспедиции СМП достигают устья Лены. В 1928 состоялось третье геодезическое совещание на котором решено ввести единую проекцию прямоугольных координат Гаусса-Крюгера вместо применявшейся системы координат Зольднера, ГКИ преобразован в Научно-исследовательский институт геодезии и картографии. Опубликована схема и программа государственной триангуляции, разработанная проф. Красовским Ф. Н., устранившая недостатки (недостаточная точность и жёсткость, отсутствие чётких межранговых связей) в программе И. И. Померанцева. Завершено нивелирование Транссиба. Девятью партиями проложено 2012 км двойного хода, русско-швейцарским способом. Заложено 209 основных марок; Повторно определена разность уровней Атлантического и Тихого океанов, разница составила 1,986 м. Начинается введение единой Балтийской системы высот — упразднение прочих высотных систем установленных от уровня Тихого океана, то есть от нуля Владивостокского футштока, от уровня Охотского моря — футштока в Магадане, Чёрного, Белого и др. морей. В 1929 г. гидрографическая экспедиция во главе с Шмидтом О. Ю. на ледоколе «Георгий Седов» (капитан Воронин В. И.) отправилась к Земле Франца-Иосифа — началось планомерное использование ледоколов в высокоширотных исследованиях. В течение первого десятилетия ВГУ, ВТС и ведомственные организации выполнили значительный объём геодезических работ: определено пунктов I класса — 600, II класса — 5800, пунктов других классов — около 3500. В сентября 1930 года на самолётах Р-5 Спирин И. Т. участвовал в групповом полёте по маршруту: Москва — Севастополь — Анкара — Тбилиси — Тегеран — Термез — Кабул — Ташкент — Оренбург — Москва. За 61 час 30 минут лётного времени было пройдено 10 500 километров..
К началу 30-х годов геодезическая изученность составляла 13,5 % от территории СССР. В европейской части образовалась система полигонов I класса из 47 звеньев. Между рядом Пулково-Николаев и Волгой к ним же был присоединён Уральский полигон из 8 звеньев, ограничивающийся линией Челябинск — Ирбит, за начало координат принято Пулково уравнивание произведено на эллипсоиде Бесселя по схеме Ф. Н. Красовского. Уравнительные вычисления завершены в 1931-1932г система получила название СК-32 (Пулковская). В 1932 г. была начата общая гравиметрическая (маятниковая) съёмка территории СССР. В 1933 году уже Беляков А. В. совершил перелёте из Москвы на Дальний Восток в качестве штурмана эскадрильи. Годом позже в 1934 году совместно с Байдуковым Г. Ф. выполнил групповой перелёт на самолётах ТБ-3 по маршруту Москва — Варшава — Париж — Лион — Прага — Москва. Начиная с 1934 года на Дальнем Востоке создаётся и уравнивается СК-35 (Свободненская), началом координат в ней послужил астропункт вблизи города Свободный в Амурской области. В том же году Ф. Н. Красовский предложил широко применять метод Д. Д. Гедеонова — метод астрономо-гравиметрического нивелирования для определения высот геоида, впоследствии ещё более развитый М. С. Молоденским. В сентябре 1934 года экипаж в составе командира М. М. Громова, инженера А. И. Филина и штурмана Спирина И. Т. на одномоторном самолёте АНТ-25, поставили рекорд дальности, покрыв расстояние 12 411 километров, между Харьковом и Москвой за 75 часов. В 1936 года Беляков А. В. на самолёте АНТ-25 в качестве штурмана, В. П. Чкалов в качестве командира и Г. Ф. Байдуков в качестве второго пилота совершили рекордный сверхдальний беспосадочный перелёт из Москвы на остров Удд протяжённостью 9374 км. На обратном пути первая посадка была в Хабаровске. 6 августа экипаж вылетел из Хабаровска. По пути в Москву были сделаны посадки в Красноярске и Омске. В Москву самолёт прилетел в августа 1936 года. В том же году в районе города Красноярска были соединены общими пунктами две АГС и образовали дугу по 52 параллели до Хабаровска в Казахстане и Средней Азии. В 1937 году Спирина И. Т. дважды участвовал в экспедициях на Северный полюс. Начальник аэронавигационного сектора НИИ ВВС комбриг Спирин И.Т в 1937 году состоял на должности флаг-штурмана первой в мире воздушной экспедиции на Северный полюс. Полёт, начавшийся с Московского центрального аэродрома 22 марта, проходил в сложнейших метеорологических условиях и был успешно закончен 21 мая посадкой на льдину после того, как Спирин, сделав все необходимые расчёты, заявил: «Под нами полюс!» С самолёта на льдину была высажена четвёрка отважных людей во главе с И. Д. Папаниным, которые затем несколько месяцев дрейфовали в Северном Ледовитом океане, занимаясь научной работой. Впоследствии по астрономическим координатам частично полученным Спириным И. Т., частично полученным в результате полёта 1936 г. 18—20 июня 1937 года Беляков А. В. на самолёте АНТ-25 в качестве штурмана и в составе экипажа: командир экипажа — В. П. Чкалов, второй пилот — Г. Ф. Байдуков впервые в мире совершил беспосадочный перелёт Москва — Северный полюс — Ванкувер протяжённостью 8504 км. В течение 1939—1940 комиссией ГУГК и ВТУ решался вопрос о новом совместном уравнивании АГС в составе 87 полигонов, с количеством пунктов — 4733 и протяжённостью порядка 60000 км, занимающих территорию Европейской части СССР, Урала, юга Западной, Восточной Сибири, Дальнего Востока и Казахстана. С 1940 г. были начаты подготовка материалов к уравниванию, развёрнуты полевые работы на ряде звеньев по исправлению недостатков в ранее выполненных намерениях углов и астрономических определениях. В то же время в ЦНИИГАиК под руководством А. А. Изозова начались работы по выводу параметров референц-эллипсоида, наилучшим образом подходившего для территории СССР и с учётом Пулковских исходных данных. Центральная вычислительная часть ГУГК выполнила уравнивание по способу Ф. Н. Крассовского. При этом удалось совместно решить систему, состоящую из 400 нормальных уравнений. Под руководством и при участии М. С. Молоденского велись работы по определению высот геоида по данным астрономо-гравиметрического нивелирования. Работы были прерваны 22 июня 1941. К тому моменту геодезическая изученность составляла 23 % территория СССР, на всю страну имелись только карты масштаба 1:1 000 000. В 1942 году начались работы по переуравниванию общей АГС. Совместным решением Главного управления геодезии и картографии (ГУГК) и Военно-топографического управления Генерального Штаба Министерства Обороны (ВТУ ГШ МО) от 4 июня 1942 года в качестве эллипсоида при уравнивании был принят референц-эллипсоид (впоследствии получивший имя Красовского). Постановлением Совета Министров СССР от 7 апреля 1946 года № 760 на основании выполненного уравнивания была введена единая система координат 1942. Сеть триангуляции уравнивалась отдельными блоками, по несколько раз. На границе блоков результаты предыдущего уравнивания принимались за безошибочные и координаты передавались всё дальше на восток в случае Пулковской системы и запад в случае Свободненской системы. В каркас полигонов I-го класса (без контрольно) вставлялась сеть низших классов (метод развёртывания Ф. Н. Красовского). Впоследствии проведено перевычисление, в СК-42 ранее вычисленных систем — Ташкентской (перевычислена в 1935 г), Якутская (создана для г. Якутск в 1935 г), Дебинской (Магаданская 1932 г), Камчатской (Петропавловская 1936 г), Кольчугинская и д.р. Такой принцип построения сети привёл к неизбежным деформациям сети..
К концу 40-х завершена общая гравиметрическая съёмка СССР. В 1949 М. С. Молоденский впервые доказал возможность определения фигуры земли без привлечения сведений о её структуре. В 1950 завершил теорию нормальных высот заключающуюся в том, что результаты измерений, выполненные на земной поверхности и редуцированные к уровню моря, при дальнейшей обработке считались выполненными на поверхности эллипсоида без каких-либо поправок за несовпадение поверхности эллипсоида и уровенной поверхности нулевой высоты. Для вычисления нормальной высоты необходимо знать нивелирные приращения и силу тяжести. Отличие геодезической высоты от нормальной называют аномалией высоты. В 1948 г. С. Г. Судаков, как первый заместитель начальника ГУГК, ставит вопрос о дальнейшем повышении точности ГГС СССР с ориентировкой её на обеспечение топографических съёмок крупных масштабов решение геодезическими методами ряда новых задач научного, народнохозяйственного и оборонного значения. Так как триангуляция, созданная по программе Ф. Н. Красовского, была рассчитана на обеспечение топографических съёмок не крупнее масштаба 1: 10 000. Впоследствии была разработана новая программа построения ГГС получившая отражение в «Основными положениями 1954—1961 гг». Старые сети, построенные в соответствии с «Положениями 1939» кроме полигональной АГС, обращены в сети сгущения. В период с момента окончания ВОВ и до 1955 было определено 37 349 пунктов триангуляции I и II классов проложено более 200 000 км высокоточных нивелирных ходов. В 1954 намечены трассы 28 линий I класса обеспечивающие связи уровней всех морей, омывающих СССР. В 50-х годах было полностью завершено картографирование всей территории СССР в масштабе 1: 100 000. В 1963 году экипаж под командованием Коккинаки, Владимир Константинович совершил первый испытательный полёт на Авиалайнер Ил-62 по маршруту проложенному в 1939 году на самолёте ЦКБ-30 «Москва» экипажем в составе лётчика В.К. Коккинаки и штурмана М. Х. Гордиенко. Совершившими беспосадочный перелёт Москва — Северная Америка протяжённостью 8000 километров. 9-ю месяцами ранее Коккинаки, Владимир Константинович со штурманом А. М. Бряндинским совершил перелёт Москва — Дальний Восток (город Спасск-Дальний, Приморский край) протяжённостью 7580 километров (6850 километров по прямой) на том же самолёте, а в июле 1942 года В. К. Коккинаки на бомбардировщике Б-25 пролетел по недостроенным аэродромам Алсиба используя лишь астрономическое навигационное оборудование. В середине 70-х годов в СССР была построена высокоточная нивелирная сеть I и II классов. В 1977 г. было закончено переуравнивание в систему нормальных высот (БСВ-77). Общая протяжённость линий I класса составила 70 000 км, а линий II класса — 360 000 км. Для упрощения уравнивания вся сеть была разбита на 2 блока — «Запад» и «Восток», граница между которыми проходила по линии I класса Архангельск — Казань — Аральское море — Арысь.[2] Система состоит из 500 полигонов общей протяжённостью более 110 000 км и отсчитывается от нуля Кронштадтского футштока. СКП на 1 км нивелирного хода составили: в I и II классе Блок «Запад» — 1,6 мм и 2,1 мм в Блоке «Восток» и 2,7 мм и 3,6 мм соответственно. Наиболее удалённые от Кронштадтского футштока пункты, более, чем на 10 000 км, определены со средней квадратической ошибкой не более 15 см. В то же время на протяжении 60-х и 70-х годов XX века в соответствии с «Основными положениями ГГС-61» в стране велись основные геодезические работы, в 80-х годах — закончено картографирование территории СССР в масштабе 1: 25 000. Съёмки необжитых и малообжитых районов Сибири и Северо-Востока выполнялись по материалам сплошной аэрофотосъёмки стереотопографическим методом. 4 октября 1957 с 5-го научно-исследовательского полигона Министерства обороны СССР на орбиту был выведен «Простейший Спутник-1». В 1958 г. в ЦНИИГАиКе сконструирован светодальномер ЭОД-1 позволявший измерять расстояния с СКП порядка 2см/1км+1 мм на последующий км и имел массу 750 кг. С его появлением отпала необходимость в измерении базисных сторон инварными проволоками и построении базисных сетей. В 1961—1967 г в Якутии с его помощью силами Якутского и Московского АГП была создана сплошная разряженная сеть триангуляции I класса со стороны увеличенной длинны. Сеть покрыла площадь ок. 195 тыс. кв км. 116 треугольниками со сторонами длиной 23-92 км при средней длине в 53 км в сеть вошло всего 92 пункта. В сети было измерено 5 базисных сторон и 4 азимута Лапласа, углы измерялись теодолит-тахеметрамиами марки ТТ2 и ТТ6. СКП в восточной части (территория Якутского АГП) составила 0,72" и 0,52" в целом по сети. С 1962 года начинается практическая реализация новых спутниковых способов, техники, технологий в области космической геодезии. Методы геодезической астрономии успешно находят применение в космических исследованиях: при определениях астрономических координат базисов космической триангуляции и определения координат ИСЗ Земли и других космических аппаратов. К тому моменту на территории СССР Астрономическим советом при Академии наук были организованы и возведены более шестидесяти станций для астрономо-геодезических наблюдений. Первым геометрическим и основным методом в космической геодезии на шестидесятые-семидесятые годы стал способ спутниковой триангуляции. В 1963 году начались работы над первым спутником серии «Сфера». Космический аппарат создавался по заказу Военно-топографического управления Генерального штаба Вооружённых Сил СССР (ВТУ ГШ) и был оснащён импульсной световой сигнализацией, для визуального наблюдения с земли c помощью кино- и фототеодолитов. В 1965 году в СССР были приняты решения о построении космических геодезических систем высокой точности. В ноябре 1967 года был запущен первый спутник для навигации «Космос 192». Начинается развёртывание системы Циклон, в том же году на заводе ЭОМЗ под руководством П. Е. Лазанова и В. М. Назарова начался выпуск лазерного светодальномера «Кварц», дальность измерения в дневное и ночное время 30 и 50 км соответственно. В 1970 г впервые утверждаются конструкции стенных геодезических центров. Для выполнения топографических съёмок территорий городов, промышленных площадок и посёлков с интенсивным жилищным и промышленным строительством, ремонтом и реконструкцией подземных коммуникаций в масштабах 1:5000, 1:2000, 1:1000 и 1:500. При производстве которой помимо государственной геодезической сети, может быть использована полигонометрическая сеть местного значения IV класса, 1 и 2 разрядов. С 1968 по 1978 годы запускались Космические аппараты первой серии «Сфера» в общем количестве 18 штук. С их помощью были установлены единая система координат земного шара с началом в центре масс Земли, уточнены элементы ориентирования с системой координат 1942 года (СК-42 основанная на Референц-эллипсоиде Красовского), уточнены геофизические параметры планеты и создана модель Земли 1977 года (ПЗ-77). В 1977 году приняты решения по разработке аппаратов другой серии нового поколения «Муссон», известные ещё под наименованием Гео-ИК. С их помощью были получены характеристики и параметры Земли ПЗ-85 в дальнейшем и ПЗ-90, как геоцентрической СК. Система координат ПЗ-90 на территории нашей страны была закреплена 26 опорными пунктами с пространственными координатами. Испытания начались в 1981 году и проводились практически ежегодно до середины 90-х годов. Аппараты «Сфера» послужили основой для создания отечественной космической геодезии. Основным методом становится Радиопеленгация. В 1979 с использованием данных (уточнения параметров фигуры Земли и её гравитационного поля) полученных с «первой» Сферы сдаётся система Цикада — гражданский вариант Циклона. С 1982 года начался проект по созданию космической навигационной системы ГЛОНАСС запуском ИСЗ серии «Космос». В 1980 г. ЦНИИГАиК завершил разработку нового геодезического светодальномера «Гранат» (взамен «Кварца») для измерения расстояний в геодезических построениях высших классов. За 4 года до этого в 1976 г. — начинается серийный выпуск светодальномера 2СМ-2, предназначенного для применения в геодезических построениях IV класса и 1,2 разрядов на расстоянии от 2 до 2000 м в любое время суток с СКП в 2 см и при линейных изысканиях. Масса полного комплекта светодальномера в футлярах 64 кг. Таким образом к началу 80-х годов, происходит качественный скачек. На вооружении Геодезической службы страны, стала поступать вычислительная техника, гораздо компактные светодальномеры, к моменту завершения работ по развитию геодезической сети на всей территории страны, что сделало возможным решение задачи уравнивания всей ГГС как единого геодезического построения. Были достигнуты значительные успехи в деле повышения точности определения координат пунктов по результатам наблюдений ИСЗ. В связи с чем наблюдения ИСЗ начинают всё шире использоваться при создании ГГС высокой точности. С 1982 по 1985 годы проводились подготовительные работы сбор и перепроверка данных результатов измерений для нового уравнивания геодезической сети страны было собрано 10 525 геодезических пунктов, 1480 астропунктов, задействовано 535 базисов, 1230 азимутов. Начиная с 1986 года началось постоянное применению «Муссонов». На борту спутника была установлена доплеровская система измерения, оптические уголковые отражатели для наземной лазерной аппаратуры измерения дальности и система световой сигнализации, позволяющая производить серии вспышек. Результатами работы спутников «Муссон» стали геодезические модели Земли ПЗ 86 и ПЗ 90. Всего было запущено 13 таких КА, последний из которых проработал до февраля 1999 г. Параллельно с военной геодезической программой в СССР с 1987 стала формироваться гражданская Космическая ГС с применением искусственных спутниковых завязанных на американскую систему Transit. КГС построена Военно-топографическим управлением ВС России содержала 26 пунктов на всей территории России. Параллельно создавалась Доплеровска ГС главным управлением геодезии и картографии с помощью доплеровских наблюдений. В сети было задействовано 160 пунктов. К концу 8-го десятилетия XX века начала формироваться концепция новой АГС в виде ФГС (Фундаментальной Геодезической Сети) построенной с использованием системы ГЛОНАСС. Носителями координат становятся НКА (Навигационые Космические Аппараты)
Работы по созданию государственной плановой сети на всей территории СССР были в основном закончены к 1989 году сеть пунктов I-го и II-го классов сплошь покрывала территорию страны. Сети III-го и особенно IV-го класса развивались по мере надобности, например, для обеспечения топографических съёмок в основном в обжитых и промышленно развитых районах. В 1990 году приказом ГУГК при Совете Министров СССР на базе Экспедиция № 129 располагавшийся в г. Дзержинск (вблизи Н. Новгорода тогда г. Горького) и Горьковской экспедиция (г. Нижний Новгород) МАГП создан Верхневолжский территориальный геодезический центр Московского аэрогеодезического предприятия (МАГП). Руководителем стал Побединский Г. Г., в этом же году в состав ВТГЦ вошла экспедиция № 133 (г. Иваново). В 1992 г экспедиция преобразована в Верхневолжское аэрогеодезическое предприятие, территория деятельности которой включала Нижегородскую, Ивановскую и Костромскую области. Начиная с 1992 года, предприятие проводит опытно-производственные работы с использованием спутниковых систем в соответствии с концепцией перехода топографо-геодезического производства на современные методы спутниковых определений. Был выполнен ряд работ по созданию высокоточных городских геодезических сетей II класса в городах Иваново, Кострома, Павлово. Начаты работы по реконструкции городской сети Нижнего Новгорода (триангуляция II и III классов). В которых была отработана методика составления проектов, проведения работ и уравнивания высокоточных городских геодезических сетей как в местной системе координат, так и в государственной. ВАГП (Верхневолжское аэрогеодезическое предприятие) совместно с МИИГАиК (Московский государственный университет геодезии и картографии) производит работы на территории Ивановской, Костромской и Кировской областей, городов, Нижнего Новгорода, Владимира и Саранска по созданию городских геодезических сетей. При реконструкции городской сети г Владимира на 4-х пунктах был проведён непрерывный девятичасовой сеанс наблюдения НКА (навигационных космических аппаратов). Передача координат осуществлена от интегрированных в международную референсную сеть пунктов Менделеево на расстоянии 200 км и от г. Звенигород (Астросовет РАН) — 250 км, так же являющиеся исходными для геодезической сети города Москвы. В 1991 г силами ЦНИИГАиК было проведено очередное уравнивание АГС из 164 тыс. пунктов (АГС-I и ГСС-II классов). Результаты работ подтвердили не удовлетворительное состояние сети, погрешности на севере и на востоке достигали 20 — 30 м. Локальные деформации на границах блоков доходили до 10 м. СКП (средняя квадратичная погрешность) взаимного положения пунктов в уравненной сети характеризовалось показателями 6, 20, 60 и 200 см при расстояниях соответственно в 10, 100, 1000 и 10000 км. В 1993—1995 в уравнивание включены: Космическая и Доплеровская сети (служившие основанием для ПЗ-90). Различия составили +25,90 м по оси х (направление Север-Юг), — 130,94 м по оси Y (направление Запад-Восток) и по оси Z (высота) −81,76 м. По состоянию на 1995 год ГГС включала: астрономо-геодезическую (I класса), космическую, доплеровскую и геодезические сети сгущения (II, III и IV классов). Объединяла их в одно целое путём совмещения и/или надёжными геодезическими связями. Взаимное положение пунктов ГГС в системе СК-42, характеризовалось относительной погрешностью 1/40 000 — 1/150 000 в зависимости от класса пунктов и региона. Взаимное положение пунктов ГГС в системе СК-95 характеризовалось относительной погрешностью 1/300 000 для любого региона Российской Федерации. В 1995—1996 г. ВАГП впервые в России выполнены работы по созданию фрагмента спутниковой геодезической сети I класса работы выполнялись в 2 этапа. 1-я очередь с июля по октябрь 1995 г. силами 3 экспедиций с использованием шести приёмников LEICA Wild GPS System 200 и 2-я очередь с мая по сентябрь 1996 г. силами 6 экспедиций при участии предприятия «Центрмаркшейдерия» с использованием уже девяти приёмников. Общее количество определённых пунктов первой и второй очереди составило 250 шт, из которых 146 были определены на территории первой очереди объекта занимавшей площадь около 230 тыс. км² и располагавшейся в регионах Ивановской, Костромской, Нижегородской и части Владимирской и Ярославской областей, Республик Марий Эл и Чувашии. Вторая очередь объекта площадью 180 тыс. км² охватывала территории Кировской и Нижегородской областей, Республики Мордовия и частично Рязанскую область, Республику Марий Эл и Удмуртию. Окончательная обработка и уравнивание фрагмента геодезической сети выполнялась в 3 этапа, совместно с Астрономическим институтом университета г. Берна (Швейцария) и относительно пунктов ITRF Менделеево, Потсдам, Анкара, Китаб (Китабская Обсерватория, Узбекистан). В качестве исходных пунктов использовались специально заложенные пункты на крышах зданий ВАГП и его филиалов в городах Нижнем Новгороде, Иваново, Костроме, Кирове, Саранске. Среднее расхождение в сетях I-II-III классов составило 0,11-0,15-0,17 м. При выполнении работ в 1995 г были выявлены существенные расхождения между точностью взаимного положения пунктов ГГС, являющихся исходными, и точностью измерений с использованием спутниковых систем. Так анализ проведённый по первому этапу (северной части объекта — 128 линиям) дал следующие результаты: средняя длина линии, составила 44,0 км, среднее расхождение — 0,15 м, среднее относительное расхождение — 1/293 333. При этом выборка по линиям Бугор-Относ, Относ-Выкса и Бугор-Выкса, соответственно составила, по длине — 48,0 км, 21,8 км и 36,3 км; по расхождениям −0,024 м, +0,015 м и −0,002 м; по относительным расхождениям 1/1 999 847, 1/1 451 047 и 1/1 815 9102. Что существенно повлияло на дальнейшее развитие всей ГГС. В результате: было проведено заключительного уравнивания 1996 г. и к концу 1990-х, построена сеть из 134 опорных пунктов ГГС включавших 35 пунктов КГС и ДГС, покрывающая всю территорию страны при среднем расстоянии между смежными пунктами 400—500 км. Точность определения взаимного положения этих пунктов по каждой из трёх координат составляла 0,25-0,80 м. Космическая геодезическая сеть предназначалась — для задания геоцентрической системы координат, доплеровская геодезическая сеть — для распространения геоцентрической системы координат, астрономо-геодезическая сеть — для задания системы геодезических координат и доведения системы координат до потребителей

Результаты уравниваний 1991—1996 г показали, что дальнейшее использование ГГС в виде комбинации классической ГСС и космической-радиоэлектронной не могло обеспечивать возрастающее требования к точности. Дальнейшее использование пунктов АГС-I, ГСС-II, -III и -IV классов, а также 1 и 2 разрядов созданных методами триангуляции, трилатерации и полигонометрии было не возможно и не могло обеспечивать требования к точности государственных геодезических сетей. Так доплеровская геодезическая сеть обеспечивала точность порядка 1: 1 200 000, против 1: 200 000 в триангуляции III класса. В 1997 Госкомземом России по согласованию с Военно-Топографическим управлением Генерального штаба ВС РФ разрабатывают «Основные положения по применению местных систем координат при выполнении работ по государственному земельному кадастру, мониторингу земель и землеустройству». В результате длительных поисков и обсуждений к 2002 были разработаны «Основные положения по применению местных систем координат при выполнении работ по государственному земельному кадастру, мониторингу земель и землеустройству» путём камерального, матричного пересчёта на ЭВМ из ранее используемых государственных систем координат (ГСК) силами АГП Роскартографии были переведены пункты ГГС и сформировали каталоги координат. Новые пункты не создаются. C 1 июля 2002 г. электронные каталоги координат в системе СК-95 содержали порядка 300 тыс. пунктов ГГС (III и IV класса) при среднем расстоянии между пунктами 3-5 км. В период 2002—2007 принимается решение об обращении низших классов сетей сгущения (III и IV класса) в Региональные системы (МСК-СРФ). В 2007 г. каталоги координат (списки всех геодезических пунктов низших классов) в МСК-СРФ с параметрами перехода к единой государственной системе координат (СК-95) были переданы в федеральный фонд и территориальные органы. Геодезические сети сгущения (ГСС III и IV классов) обращены в МСК 1 и 2 разрядов соответственно. Сохранность и восстановление пунктов поручено региональным властям. Каталоги координат МСК-СРФ являются производными от каталогов координат пунктов ГГС, то есть точность и плотность геодезических пунктов в МСК-СРФ являются такими же, как в ГГС. На каждый субъект Российской Федерации (республика, край или область) создавалась собственная местная система координат с параметрами перехода к единой государственной системе координат. В том же году Приказом Роснедвижимости по согласованию с Роскартографией было утверждено «Положение о местных системах координат». С 2007 года до середины 2010-х в каждом регионе разрабатывались и принимались программы и положения о МСК. Положения утверждённые региональными властями считались основным документом, устанавливающим МСК данного региона. В них, как правило, содержатся все необходимые сведения для трансформирования систем координат с применением определённых алгоритмов, заложенных в ГОСТ Р 51794-2001 «Системы координат».
В 2010 году запускается проект публичной кадастровой карты использующей глобальную систему координат — WGS 84[en]. Внедряется Геодезический калькулятор для выписок ЕГРН выполняющий пересчёт из МСК-РФ в WGS 84 онлайн. В то же время широкое распространение получили картографические сервисы Яндекс карты и Google Maps
Постановление Правительства Российской Федерации от 28 декабря 2012 г. № 1463 «О единых государственных системах координат» устанавливает геодезическую систему координат 2011 года (ГСК-2011) — для использования при осуществлении геодезических и картографических работ; общеземную геоцентрическую систему координат «Параметры Земли 1990 года» (ПЗ-90.11) — для использования в целях геодезического обеспечения орбитальных полётов и решения навигационных задач. Ограничивает использование системы геодезических координат 1995 года (СК-95) и единой системы геодезических координат 1942 года (СК-42)
В 2016 году вступает в силу Постановление Правительства № 289 устанавливающий новую структуру ГГС России. Включающую Фундаментальная астрономо-геодезическая сеть (ФАГС) как высший уровень, Высокоточная геодезическая сеть (ВГС) — второй уровень в структуре ГГС (после ФАГС) и Спутниковая геодезическая сеть (СГС) - третий уровень предусмотренный государством для развития геодезической сети на территории страны. В отдельный класс выведены Геодезические сети специального назначения (ГССН). В состав ГГС включались: сети триангуляции, астрономо-геодезические пункты космической геодезической сети, сети полигонометрии, доплеровские геодезические сети, астрономо-геодезическая сеть I-го и II-го классов, геодезические сети сгущения III-го и IV-го классов. Однако в соответствии с тем же НПА новые пункты государственной астрономо-геодезической сети I-го и II-го классов, сети полигонометрии, доплеровские геодезические сети, геодезические сети сгущения III-го и IV-го классов не создаются. При снижении плотности пунктов государственной сети за счёт утраты пунктов указанных геодезических сетей на этой территории создаются пункты спутниковой геодезической сети I-го класса. В том же году принимается замещающий его НПА Правительства РФ № 1240 от 24.11.2016 отменяющий в частях устанавливающих второй и третий уровень в структуре ГГС, предыдущий. ФГБУ «Центр геодезии, картографии и ИПД» вносится в первые ГОСТ Р 57374-2016 регламентирующий работы на пунктах ФАГС.
В 2017 году отменены СК-42 и СК-95 приказом № 383 и был утверждён «Порядок установления местных систем координат», заключающийся в согласовании технического отчёта с Федеральной службой государственной регистрации, кадастра и картографии. Взамен отменённых систем с 1 января 2017 г. все геодезические и картографические работы, предусматривающие создание новых пространственных данных в государственной системе координат, должны выполняться только в ГСК-2011. ГСК-2011 является географической (пространственной) и геоцентрической системой координат что существенно отличает её от референсных СК-42 и СК-95 и плоских прямоугольных (планово-высотных) МСК-СРФ. В том же году был опубликован Проект Приказа Министерства экономического развития РФ «Об установлении структуры государственной геодезической сети, требований к её созданию и к геодезическим пунктам». По которому В состав государственной геодезической сети входили: фундаментальная астрономо-геодезическая сеть (ФАГС); высокоточная геодезическая сеть (ВГС); спутниковая геодезическая сеть 1 класса (СГС-1); геодезическая сеть сгущения (ГСС). Однако по состоянию на июнь 2020 проект остался в стадии проекта.

## Классификация
Геодезические сети подразделяют:
— По территориальному признаку (в зависимости от размеров) — на глобальные и референсные (локальные и региональные)
— По геометрической сущности — на пространственные; планово-высотные; плановые и высотные
— По функциональному признаку — на сети государственного и специального назначения;
— По назначению — на опорные геодезические сети, геодезические сети сгущения, съёмочные и разбивочные сети;
— По точности — на высокоточные (I и II классов), точные (III и IV классов, 1 и 2 разряда) и технические (нивелирные, теодолитные и тахеометрические);
— В зависимости от технологии построения — на спутниковые, сети радиоинтерферометрии, триангуляции, трилатерации, полигонометрии, геодезические засечки.

#### Глобальные
- Глобальные (общеземные) или межгосударственные геодезические сети покрывающую весь земной шар — система закреплённых на местности пунктов, положение которых определено в единой геоцентрической системе прямоугольных координат XYZ, начало которой совмещено с центром масс Земли, ось Z — с осью вращения её, а плоскость ZY — с плоскостью начального меридиана. Системе координат и высот, отвечает самым высоким международным стандартам. Глобальная геодезическая сеть создаётся методами космической геодезии с использованием наблюдений ИСЗ Международной службы лазерной локации (ILR), Международной службы радиоинтерферометрии со сверхдлинной базой (IVS), Доплеровской орбитографической радиопозиционной интегрированной спутниковой системы (DORIS), Международной ГНСС-службы (IGS) и т. д. поэтому её часто называют спутниковой или космической геодезической сетью.[52]

#### Референсные
- Национальная или государственная геодезическая сеть (ГГС) — система закреплённых на местности пунктов, создаваемая в пределах территории каждой отдельной страны, положение которых определено в единой системе координат и высот, принятой в данной стране.[52]
- Региональные или локальные геодезические сети — сети на локальных участках, используемые для решения различных прикладных задач в местной системе координат представляют собой независимые построения, в прямоугольной системе координат площадью до 3000 — 5000 км², охватывающие какой либо регион или часть региона РФ в пределах территории одного административного района или подобной ему административно-территориальной единицы и прочно связанные с ГСК (Государственная система координат).[52][54].

#### Плановые
- Геодезические центры плановых (линейно-угловых) сетей являются носителями 2-х координат X и Y. Плановые геодезические сети создаются для распространения единой прямоугольной (декартовой) системы координат. Основными методами построения служат методы: триангуляция, трилатерация, полигонометрии, различных геодезических (теодолитных, мензульных и пр.) ходов, геодезические засечки и их сочетания.[55][56][57].

#### Высотные
- Геодезические центры высотных сетей (нивелирных) являются носителями 1-й математической координаты H. Высотные геодезические сети создаются для распространения единой системы высот и создают путём проложения ходов геометрического нивелирования.[55][58].

#### Планово-высотные
- По определению геодезические центры планово-высотных сетей являются носителями 3-х координат X,Y и Z. Планово-высотные геодезические сети создаются для распространения единой математической системы координат[59][60].

#### Пространственные
- По определению геодезические центры пространственных сетей являются носителями 3-х координат B, L, H. Пространственные геодезические сети создаются для распространения единой географической системы координат. Пространственные геодезические сети как правило создают методами ГНСС[59][60].

#### Гравиметрические
- Геодезические центры гравиметрических сетей являются носителями гравиметрических данных. О том, насколько близка поверхность эллипсоида к поверхности геоида (квазигеоида), судят по аномалиям высоты в пунктах геодезической сети. Аномалия высоты — это высота геоида (квазигеоида) над эллипсоидом. Если сумма квадратов аномалий минимальна, то поверхность эллипсоида наиболее близка к поверхности геоида[51].

## Государственная геодезическая сеть
Государственная геодезическая сеть (ГГС) — Геодезическая сеть, обеспечивающая распространение координат на территорию государства и являющаяся исходной для построения других геодезических сетей. Классы и состав государственной геодезической сети определяются действующей нормативно-правовой документацией.

### ГГС СССР
В разные годы действовали разные нормативы на плотность пунктов ГГС СССР, обусловленные различными методами и технологиями, основной задачей которой являлась обеспечение топографических съёмок в различных масштабах. Так за всю историю существования ГГС СССР пережила 2 основных вехи «Основные положения 1939 г.» и «Основные положения 1954—1961 гг.» Согласно последним государственная геодезическая сеть СССР является главной геодезической основой топографических съёмок всех масштабов и должна удовлетворять требованиям народного хозяйства и обороны страны при решении соответствующих научных и инженерно-технических задач. Создаётся она методами триангуляции, полигонометрии и трилатерации при том или ином их сочетании. В каждом районе построение геодезической сети должно вестись методом, который при прочих равных условиях даёт наибольший экономический эффект, обеспечивая при этом требуемую точность сети. ГГС СССР подразделялась на АГС-I (Астрономо-геодезическую сеть I класса) и ГСС (Геодезические сети сгущения II, III и IV классов), различающиеся точностью измерений углов, расстояний и превышений, длиной сторон сети и порядком последовательного развития. ГГС СССР предназначалась как для картографирования страны, так и для решения научных проблем геодезии и отвечала теоретическим исследованиям «О действии и накоплении ошибок геодезических измерений в триангуляции» выполненным ВГУ в 1925 г. Начиная с момента принятия «Основными положениями о построении государственной геодезической сети СССР», 1954 и 1961 г.г ГГС также выполняет функции связанные с изучением формы и размеров Земли её внешнего гравитационного поля, а также распространения единой системы координат.
Астрономо-геодезическая сеть I класса являлась основной геодезической сетью, создавалась в виде полигонов; предназначенных для научных исследований, связанных с изучением формы и размеров Земли её внешнего гравитационного поля, а также для распространения единой системы координат на всю территорию СССР. При создании астрономо-геодезической сети выполнялся комплекс геодезических, астрономических и гравиметрических измерений с наивысшей точностью, достигаемой при массовых измерениях и использовании новейшей измерительной техники на тот момент. Согласно программе опубликованной в 1928 г. послужившей базой для «Основные положения 1939 г.» и несколько отличавшейся от схемы 1910 г. предложенной И. И. Померанцевым. Сама концепция и исходные данные остались неизменными: ГГС строится методом триангуляции, по принципу — от общего к частному. В качестве поверхности относимости используется эллипсоид Бесселя, за исходный пункт принимается центр круглого зала Пулковской обсерватории. Ряды состоят в основном из треугольников, близких по форме к равносторонним. Прокладываемых в виде астрономо-геодезической сети примерно по направлениям меридианов и параллелей. На обоих концах каждого ряда (звена) определяются пункты Лапласа (производится определение астрономических широт, долгот и азимутов). Кроме пунктов Лапласа в каждом звене триангуляции I класса определяются промежуточные астрономические пункты. Через 65—120 км («Основные положения 1954—1961 гг»). Периметр полигонов Астрономо-геодезическая сеть I класса был уменьшен до 800 км соответственно со сторонами в 200 км по сравнению со схемой 1910 г что должно было упростить создание и уравнивание сетей последующих классов. Сеть АГС-I просуществовала в том виде и в той концепции с небольшими изменениями вплоть до уравнивания ГГС В 1991.
Основные ряды триангуляции II класса или астрономо-геодезическая сеть II класса рассекает каждый полигон триангуляции I класса, на шесть частей путём проложения в нём основных и независимых рядов триангуляции II класса опирающиеся на пункты Лапласа. Ряды рассматривались как звенья, которые можно уравнивать отдельно, и тем упростит уравнивание сети II класса. В пересечении основных рядов триангуляции II класса строится базисная сеть, из которой определяется длина выходной стороны. Заполняющие сети II класса, строились внутри каждой шестой части полигона I класса, образующейся в результате построения основных рядов триангуляции II класса. Точность исходных измерений и астрономических определений была установлена ниже, чем в I классе. Однако сети АГС-II и триангуляция II класса не нашли применения в геодезическом производстве и в 1961 г были обращены в Геодезические сети сгущения II класса. В то же время в соответствии с «Основные положения 1954—1961 гг.» сети II класса начинают строить в виде сплошных сетей треугольников, полностью заполняющих полигоны АГС I. В тех случаях, когда это экономически выгодно, сети II класса создают методом полигонометрии при тех же длинах сторон, что и в триангуляции II класса. Метод трилатерации при создании геодезических сетей II классов не применяется вследствие присущих ему недостатков
До введения «Основные положения 1961 г» низшие разряды в системе ГГС СССР были представлены слабо несмотря на их практическое значение. Сети III и пункты IV класса строились в виде вставок небольших систем треугольников или отдельных пунктов, опирающихся на стороны и пункты триангуляции II класса. Длины сторон треугольников были 5—8 км; наименьшие углы допускались до 15°; средняя квадратическая ошибка измеренного угла устанавливалась равной 5" (по невязкам треугольников). Пункты IV класса определяемые геодезическими засечками и получили наиболее широкое применение на практике. После введения «Основные положения 1961 г.» низшие разряды в системе ГГС СССР заняли достойное место. Геодезические сети сгущения III и IV классов. Последующее сгущение геодезических пунктов в сетях II класса до требуемой плотности осуществляется путём развития в них сетей III и IV классов. Сети III и IV классов могут создаваться методами триангуляции, полигонометрии и трилатерации. Являются планово-высотным обоснованием топографических съёмок масштабов от 1:5000 до 1:500, а также служат основой для производства различных инженерно-геодезических работ. Они создавались методами триангуляции и полигонометрии III и IV классов. Треугольники III или IV класса имели углы не менее 20 градусов, стороны 5-8 км и 2-5 км соответственно. При проведении сгущения методом триангуляции. В трилатерации пункты III и IV класса определялись путём «вставки» отдельных пунктов или систем в треугольники II класса. Полигонометрия, построенная проложением ходов опирающихся на пункты высших классов со звеньями не более чем из 3 сторон, каждая длиной не менее 3 км в III классе и не менее 2 км в IV классе. Для повышения жёсткости сетей сгущения пункты или системы в триангуляции, а также ходы в полигонометрии связывались между собой сторонами, если расстояние между ними менее 4 км в III классе и 3 км в IV классе. В отдельных случаях при отсутствия сети II класса, на участках до 3000 и 5000 кв км. разрешалось построение локальных сетей III и IV классов соответственно.

Съёмочные геодезические сети (СГС) служили непосредственной основой для производства топографических съёмок всех масштабов. До введения «Основные положения 1961 г» данное понятие в структуре ГГС отсутствовало, а схема Красовского Ф. Н. предусматривала сгущение ГГС только до съёмки масштаба 1:10 000 — 1:25 000. Они создавались всеми возможными геодезическими построениями (методами триангуляции, трилатерации и полигонометрии) для сгущения государственной геодезической сети до плотности, необходимой для проведения съёмок крупного масштаба. Триангуляцию 1 и 2-го разрядов развивали в открытой и горной местности. Там, где триангуляцию 1 и 2-го разрядов выполнить по условиям местности было невозможно или нецелесообразно, развивали полигонометрическую сеть IV-го класса, 1 и 2-го разрядов. Полигонометрия IV-го класса для крупномасштабных съёмок по сравнению с государственной выполнялась с пониженной точностью и строили там, где ГГС IV класса отсутствовал, для связи разрядных сетей с ГГС III класса. Таким образом, в отличие от ГГС, съёмочные геодезические сети допускалось создавать от пунктов сетей сгущения любых классов. С таким расчётом, чтобы на участке местности соответствующему стандартному съёмочному планшету масштаба 1:5000 было закреплено не менее 3 пунктов, а масштаба 1:2000 — 2 пунктов (с учётом пунктов ГГС и ГСС). Классы СГС определялись как IV класс (с пониженной точностью) и 1, 2 разряды. Отметки пунктов съёмочных сетей разрешалось получать из технического нивелирования (при высоте сечения рельефа h ≤ 1 м) или из тригонометрического нивелирования (при высоте сечения h ≥ 1 м). Геодезическая сеть 1 разряда строилась как правило для обоснования съёмок 1:5000, 2 разряда для 1:2000..

### ГГС России
Государственная геодезическая сеть — создаётся и используется в целях установления государственных систем координат, их распространения на территорию Российской Федерации и обеспечения возможности создания геодезических сетей специального назначения. Устанавливается Правительством Российской Федерации.
В 2016 году принимается Постановление Правительства РФ от 9 апреля 2016 г. № 289 «Об утверждении Положения о государственной геодезической сети и Положения о государственной нивелирной сети» закрепляло состав геодезической сети РФ. В состав государственной геодезической сети входили: фундаментальная астрономо-геодезическая сеть (ФАГС); высокоточная геодезическая сеть (ВГС); спутниковая геодезическая сеть 1 класса (СГС-1); Прочие построения различными методами (отменён постановлением правительства РФ от 24 ноября 2016 г. № 1240). В том же году Федеральным государственным бюджетным учреждением «Федеральный научно-технический центр геодезии, картографии и инфраструктуры пространственных данных» (ФГБУ «Центр геодезии, картографии и ИПД») бывший ЦНИИГАиК разрабатывает и утверждает ГОСТ Р 57374-2016 «Глобальная навигационная спутниковая система. Методы и технологии выполнения геодезических работ. Пункты фундаментальной астрономо-геодезической сети (ФАГС)». В 2017 году был опубликован Проект Приказа Министерства экономического развития РФ «Об установлении структуры государственной геодезической сети, требований к её созданию и к геодезическим пунктам». По которому в состав государственной геодезической сети входили: фундаментальная астрономо-геодезическая сеть (ФАГС); высокоточная геодезическая сеть (ВГС); спутниковая геодезическая сеть 1 класса (СГС-1); геодезическая сеть сгущения (ГСС). Однако по состоянию на июнь 2020 проект остался в стадии проекта, а ГГС России включает один сегмент Фундаментальную астрономо-геодезическую сеть (ФАГС).
Фундаментальная астрономо-геодезическая сеть (ФАГС) предназначена для установления и распространения единой геоцентрической системы координат и поддержания её на современном уровне, обеспечения эфемеридной информацией систем ГЛОНАСС и GPS.
Высокоточная геодезическая сеть (ВГС)[3] — планировалась для распространение на всю территорию РФ геоцентрической системы координат и должна была представлять собой пространственные построения опирающееся на пункты ФАГС, состоящее из системы пунктов, удалённых на расстоянии 150—500 км (150—300 км для районов с плотностью населения более 35 чел/кв.км. и 300—500 с плотностью менее 35 чел/кв.км). Пункты ВГС предполагались как комплексы состоящие из нескольких пунктов — основного центра, вспомогательного центра и 2 контрольных нивелирных реперов. Определённых относительными спутниковыми методами, методами определения нормальных высот и значений ускорения силы тяжести.
Спутниковая геодезическая сеть 1 класса (СГС-1)[4] планировалась для распространение на территорию РФ ГСК (государственной системы координат) и внедрения современных спутниковых навигационных систем в геодезические работы. Для создания СГС-1 в качестве исходных пунктов должны были быть использованы не менее 3 пунктов высокоточной геодезической сети (ВГС) и/или фундаментальной астрономо-геодезической сети (ФАГС). Не менее 30 % создаваемых пунктов должны были быть совмещены с пунктами государственной нивелирной сети и столько же совмещены с пунктами старых сетей триангуляции и/или полигонометрии, высоты которых определены геометрическим нивелированием. Создание пунктов осуществляется относительными методами спутниковыми геодезии и должны представлять собой пространственные построения создаваемые в экономически развитых районах страны, состоящие из системы пунктов с плотностью: (5-6) км для территорий городов и промышленных площадок; (10-20) км — в районах с интенсивной хозяйственной деятельностью, а также на территориях с сейсмической активностью 7 и более баллов; (25-35) км — при средней плотности сети; (40-50) км — в необжитых районах, кроме сейсмически активных.

## Геодезические сети специального назначения (ГССН)
Геодезические сети специального назначения — создаются в тех случаях, когда дальнейшее сгущение пунктов государственной геодезической сети экономически нецелесообразно или, когда требуется особо высокая точность геодезической сети. Являются главной геодезической основой для крупномасштабных (1:5000 и крупнее) съёмок, ведения кадастра, строительства, маркшейдерских, а также для других работ, требующих соответствующей точности. ГССН создаются в единых государственных системах координат или в местных системах координат, устанавливаемых для отдельных участков местности и подразделяют на виды в зависимости от народно-хозяйственных или технических задач (например, Опорная геодезическая сеть, Местная геодезическая сеть, Опорная межевая сеть, Геодезическая разбивочная основа и т. п.) Создание геодезических сетей специального назначения, разрешается любыми отвечающими по точности методами, в том числе с помощью дифференциальных геодезических станций. Использование допускается после передачи отчёта и каталога координат пунктов указанной сети в федеральный фонд пространственных данных.

### Опорная геодезическая сеть
Опорная геодезическая сеть — геодезические сети специального назначения. Создаваемая когда необходимо решать сложные научные и инженерно-технические задачи для обеспечения инженерно-геодезических работ для наблюдений за деформациями и осадками зданий и сооружений, карстовых и оползневых процессов в сейсмоактивных районах для поиска предвестников и последующего прогноза крупных землетрясений, при строительстве и эксплуатации мощных радиотелескопов, ускорителей элементарных частиц, гидростанций и АЭС, судостроении и т. д. В этих случаях создают геодезические сети специального назначения предельно высокой точности и выполняют в них прецизионные измерения повторно через определённые интервалы времени. К пунктам предъявляются повышенные требования по стабильности положения. Высотные опорные геодезические сети создают в основном методом геометрическим нивелирования. Плановые с использованием методов триангуляции, трилатерации, линейно-угловых построений, полигонометрии и спутниковых измерений. Создаются, как правило, в условной системе координат (с привязкой к государственной системе координат). Системы координат подбираются таким образом, чтобы редукционные поправки за переход от измеренных величин к их проекциям на местную поверхность относимости были как можно меньше..

### Местные геодезические сети
Местные геодезические сети — Создаются в условной или местной[5] системе координат. В ряде случаев на локальных участках местности. Математическую обработку измерений в таких сетях выполняют в местной системе координат. Под местной системой координат понимается система координат с началом, отличным от начала координат действующей государственной системы геодезических координат. Такая система устанавливается на отдельные участки местности площадью до 3000 — 5000 км², либо в пределах территории одного административного района или подобной ему административно-территориальной единицы субъекта Российской Федерации, а также в пределах территории города. То есть в отношении ограниченной территории, не превышающей территорию субъекта Российской Федерации и имеющую параметры перехода[5] к государственными системами координат.
Ряд прикладных задач возложенных на Местные геодезические сети как носители местной условной системы координат (МСК-СРФ): геодезическое обеспечение картографирования крупных масштабов (планов), строительства и эксплуатации зданий, разведки полезных ископаемых, при осуществлении геодезических работ при инженерных изысканиях, межевании земель и ведении кадастра на территории одного региона (субъекта РФ). Обеспечения минимальных расхождений между измерениями на местности.
На территорию каждого субъекта Российской Федерации, кроме Москвы и Санкт-Петербурга, составлены каталоги координат и высот геодезических пунктов в МСК и списки координат на каждый административный район.

### Локальная геодезическая сеть
Локальная геодезическая сеть (ЛГС) покрывает территорию города или района, не превышающую 10 кв.км. для съёмок 1:2000 и крупнее и 20 кв.км. для съёмок масштаба 1:5000. Локальная геодезическая сеть может создаваться для специальных целей - мониторинга смещения опорных точек, вызываемых деформациями конструкций инструментов и местными грунтовыми подвижками. Наблюдения при этом выполняется по программе пунктов каркасной сети, допускается объединение исходных пунктов (ИП) и пунктов каркасной сети (КС). Является дочерней по отношению к основной сети, создаётся для удобства занесения координат.

### Опорная межевая сеть
Опорная межевая сеть — геодезическая сеть специального назначения. Создаваемая для обеспечения государственного земельного кадастра, мониторинга земель, землеустройства и других мероприятий по управлению земельным фондом. Опорная межевая сеть подразделяется на два класса. ОМС 1 — характеризуется СКП взаимного положения смежных пунктов не более 0,05 метра и создаётся в городах для межевания внешних границ городской территории, а также администрирования границ земельных участков, находящихся в собственности граждан, юридических лиц, муниципалитетов и прочих участников правовых отношений внутри городской черты. ОМС 2 — характеризуется СКП взаимного положения смежных пунктов не более 0,10 метра и создаётся за чертой городских поселений для решения вышеуказанных задач, на землях сельскохозяйственного назначения, землях лесного и водного фонда, транспорта и других землях не застроенных территорий. Плотность пунктов (опорных межевых знаков — ОМЗ) ОМС 1 на 1 км² должна быть не менее: 4 — в черте города и поселениях площадью менее 2 км²; 2 — в черте других поселений. Плотность пунктов ОМС 2 устанавливается техническим проектом.

### Геодезическая разбивочная основа
Внешняя разбивочная основа — является геодезической сетью специального назначения, совокупность закреплённых на местности или какой либо части сооружения геодезических пунктов. Положение которых определено в общей для них системе координат. Развивается на территории строительства или вблизи строительной площадки. Методами обеспечивающими выполнение дальнейших построений и измерений в процессе строительства с необходимой точностью. Пункты геодезической сети закрепляются на местности с целью сохранности на весь цикл строительства, для первичного выноса осей и финального контроля посадки здания.
Внутренняя разбивочная сеть — является геодезической сетью специального назначения, совокупность закреплённых на местности или какой либо части сооружения геодезических пунктов. Положение которых определено в общей для них системе координат, как правило совмещённых с осями возводимого сооружения. Создаётся непосредственно на каждом исходном монтажном горизонте от пунктов внешней геодезической разбивочной основы для поэлементного выноса в натуру и последующих контрольно-исполнительных съёмок в процессе строительства.

### Съёмочные геодезические сети
Съёмочная геодезическая сеть (съёмочная сеть) — это геодезическая сеть созданная с целью выполнения (производства) топографической съёмки территории, до плотности, обеспечивающей выполнение топографических работ различными методами и в различных масштабах. Является геодезической сетью сгущения, создаваемой для производства топографической съёмки. Отдельные точки съёмочной сети могут быть определены прямыми, обратными и комбинированными засечками. Допускается проложение небольших висячих ходов, опирающиеся одним концом на исходные точки, с числом сторон не более 3, а также замкнутых и разомкнутых технических ходов. Предельные погрешности положения пунктов съёмочной сети, на открытой местности и на застроенной территории — 0,2 мм в масштабе плана и 0,3 мм в масштабе плана на местности, закрытой древесной и кустарниковой растительностью.
Съёмочное обоснование (съёмочная геодезическая основа) включает съёмочную сеть и геодезические сети более высоких разрядов. Плотность съёмочного обоснования устанавливается техническим проектом с расчётом выполнения требований инструкций.
| масштаб съёмки | Чёткие контура | Не чётких контуров | Минимальное число съёмочных точек, на 1 км²/1 планшет |
| -------------- | -------------- | ------------------ | ----------------------------------------------------- |
| 1: 5000        |                |                    | 22/89                                                 |
| 1: 2000        | 8/8            | 6/6                | 50/50                                                 |
| 1: 1000        | 6/4            | 12/3               | 80/20                                                 |
| 1: 500         | 32/2           | 16/1               | 142/9                                                 |

При этом размеры рамок листов составляют для масштаба 1:5000 — 40x40 см, а для масштабов 1:2000, 1:1000 и 1:500. 50x50 см

## Замечания
0  При продлении дуги на север в измерения активное участие принимали представители смежных стран, в частности 2 геодезиста из Норвегии.
1  К тому времени на территории России активно применялся эллипсоид Бесселя, отличный от эллипсоида, применявшегося в английских триангуляциях, так же как и система мер, вероятно триангуляция, была создана отдельно как продолжение английской дуги в Индии от мыса Коморина до Гималаев.
2 Граница блоков «Восток-Запад» не соответствовала границе Тихоокеанская система высот/Балтийская система высот проходящей по приблизительно 96° в. д.,.
3  Предполагались, как пониженные в классе периодически определяемые пункты ФАГС распространённые на территорию всей страны
4 К 2016 г вытеснены с рынка сетями или одиночными референсными базовыми станциями (бесшовный охват в радиусе около 25 км) частных компаний.
5  Установленные правила соотношения цифровых значений координат и точек пространства. Координаты начала МСК в гос. системе координат или глобальной системе. Координаты начала МСК в МСК. Долгота осевого меридиана МСК. Угол поворота осей МСК в точке начала МСК. Высота поверхности относимости МСК. Система высот и эллипсоид.